# Wydawca gier komputerowych
Wydawca gier komputerowych – przedsiębiorstwo publikujące gry komputerowe, tworzone przez własne bądź wybrane studia producentów gier komputerowych.

## Informacje ogólne
Wydawcy gier komputerowych są odpowiedzialni za tworzenie, marketing (włączając w to badania rynku) oraz wszystkie aspekty reklamy.
Zwykle to wydawca finansuje rozwój gry, czasem płacąc producentowi gry (czasem dzięki tej umowie, producent otrzymuje pracowników do pomocy w grze, nazywanych studiem).
Więksi wydawcy zajmują się także dystrybucją gier, które wydają, podczas gdy mniejsi wydawcy wynajmują firmy dystrybutorskie (lub większych wydawców), do dystrybucji swoich gier.
Inne funkcje, których zwykle podejmuje się wydawca to wybór i zapłata za licencje, na podstawie których można stworzyć grę, zapłata za lokalizację gry, stworzenie podręcznika użytkownika oraz tworzenie elementów graficznych, takich jak loga, czy wygląd pudełka gry. Więksi wydawcy mogą także spróbować zwiększyć wydajność wszystkich wewnętrznych i zewnętrznych wydziałów rozbudowy przez dostarczanie takich usług, jak projektowanie dźwięku.
Większość zewnętrznych wydawców gier opłaca swoje dzieła w odpowiednich etapach produkcji, nazywanych kamieniami milowymi.